# Aedia kumamotonis
Aedia kumamotonis là một loài bướm đêm trong họ Erebidae.